# Територія (фільм, 2015)
Територія (рос. Территория) — російський художній фільм режисера Олександра Мельника, екранізація однойменного роману Олега Куваєва.

## В ролях
| Актори                | Ролі                    |
| --------------------- | ----------------------- |
| Константин Лавроненко | Чинков Ілля Миколайович |
| Григорій Добригін     | Баклаков Сергій         |
| Єгор Бероєв           | Монголов Володимир      |
| Євген Циганов         | Гурін Андрій            |
| Владислав Абашин      | Апрятін Жора            |
| Ксенія Кутєпова       | Сергушова               |
| Ольга Красько         | Люда Голлівуд           |
| Петро Федоров         | дядько Костя            |
| Констянтин Шелестун   | Куценко                 |
| Назимов Андрій        | Малюк                   |
| Ібрагімов Раміс       | Борода                  |
| Герасим Васильєв      | старий Кьяє             |

| Актори               | Ролі            |
| -------------------- | --------------- |
| Олег Шапков          | Сивий           |
| Констянтин Балакірєв | Кефір           |
| Тамара Обутова       | Тамара          |
| Олег Соколов         | Бог Вогню       |
| Віктор Жалсанов      | Салахов         |
| Дмитро Шаракоіс      | Фенікс          |
| Олександр Коршунов   | Сидорчук        |
| Дмитро Муляр         | Фурдецький      |
| Наталья Данилова     | Лідія Макарівна |
| Володимир Качан      | Робикін         |
| Євген Титов          | Боря Бардикін   |
| Олександр Кащєєв     | радист Гаврюков |